# کارل لودویگ ویلدنف
کارل لودویگ ویلدنف (انگلیسی: Carl Ludwig Willdenow؛ ۲۲ اوت ۱۷۶۵ – ۱۰ ژوئیهٔ ۱۸۱۲) یک داروساز، و گیاه‌شناس اهل آلمان بود.